# Barima-Waini
Barima-Waini (Region One) est l'une des régions du Guyana située dans le nord-est du pays dans la zone de Guayana Esequiba revendiquée par le Venezuela. Ce territoire d'une superficie de 20 339 km² est bordé au nord par l'Océan Atlantique, la région du Pomeroon-Supenaam  à l'est, celle du Cuyuni-Mazaruni au sud et par le Venezuela à l'est. Avant la réforme administrative de 1980 la zone était appelée district nord-ouest.

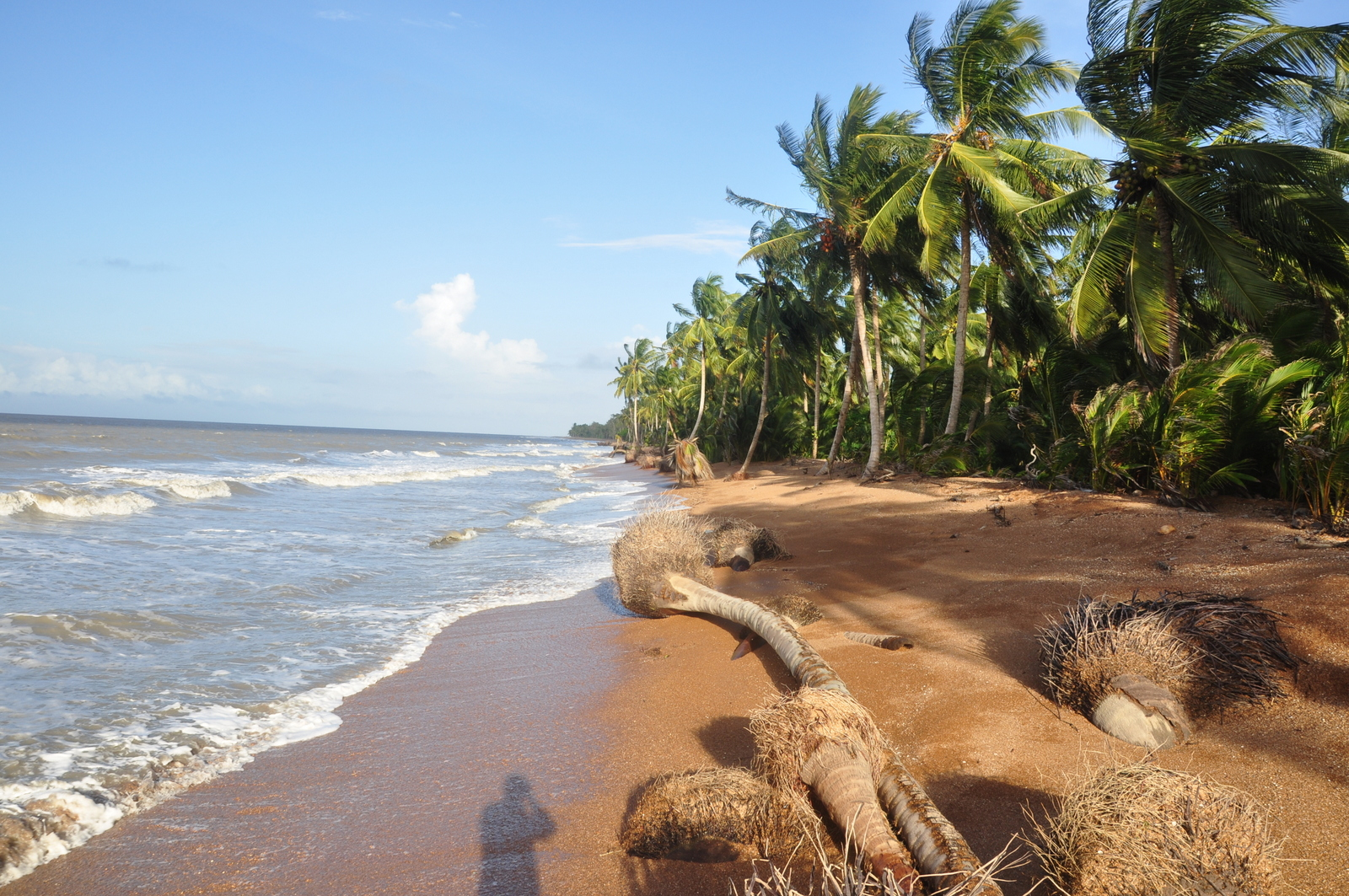
Cocotiers sur la plage Shell.

Les principales localités de la région sont Mabaruma (la capitale régionale), Port Kaituma, Matthew's Ridge, Morawhanna, Towakaima, Koriabo, Hosororo, Arakaka et Moruca. Les rivières Barima et Waini traversent la région et sont des axes de pénétration au sein des zones de jungle peu densément peuplées.
Il y a de nombreuses plages sur la côte Atlantique, on peut citer d'ouest en est Almond Beach, Luri Beach, Shell Beach, Turtle Beach, Foxes Beach, Iron-punt Beach, Pawpaw Beach et Father's Beach.  Certaines d'entre elles sont des sites de ponte pour les tortues marines.
La frange nord et nord-est de la région est composé d'un sol alluvial propice à l'agriculture notamment la culture du café, l'agriculture vivrière, la culture du chou, des haricots, du maïs et du citron. La prospection aurifère et diamantifère dans le secteur. À la fin des années 1960 et au début des années 1970, les responsables politiques du Guyana songèrent sérieusement à transférer la capitale du pays dans cette zone.
L'extraction du manganèse dans la zone de Matthews Ridge-Port Kaituma a été arrêtée à la suite de la baisse des prix sur le marché mondial la rendant non rentable
Maburama est devenue la capitale régionale parce que l'on jugeait que l'ancien centre administratif, Morawhanna était trop sujet aux inondations.